# Jean-François de Troy
Jean-François de Troy, född 27 januari 1679 i Paris, död 26 januari 1752 i Rom, var en fransk rokokomålare. Han var son till François de Troy.
de Troy specialiserade sig på lätta, intagande genremålningar med motiv från den franska överklassens liv. Han formgav även gobelänger.